# Ahmad Jamal
Ahmad Jamal, nato Frederick Russell Jones (Pittsburgh, 2 luglio 1930 – Sheffield, 16 aprile 2023), è stato un pianista e compositore di jazz statunitense.
Cambiò il suo nome in Ahmad Jamal dopo la sua conversione all'Islam avvenuta nel 1950.
Inizialmente sottovalutato dai critici, che lo consideravano poco più che un pianista da piano bar, nelle fasi più avanzate della sua carriera Jamal si venne a trovare nella situazione opposta: poco noto al grande pubblico, fu poi riconosciuto dalla critica e dagli appassionati come una figura fondamentale del pianoforte jazz della seconda metà del XX secolo, uno dei primi ad avere avuto il coraggio di innovare differenziandosi dallo stile boppistico introdotto sul pianoforte da Bud Powell. La sua tecnica gli ha guadagnato i più svariati appellativi: "Il profeta", "Il maestro", "L'architetto", "Ahmad il magnifico", "Il prestigiatore del piano", "L'uomo con due mani destre".

## Biografia
Ahmad Jamal nacque a Pittsburgh da una famiglia modesta: suo padre lavorava in un'acciaieria e sua madre era una collaboratrice domestica: fu lei a procurargli il piano su cui il piccolo Frederick cominciò a esercitarsi fin dall'età di tre anni.
Iniziò a suonare nei locali di Pittsburgh giovanissimo con il nome di "Fritz Jones", ed ebbe l'opportunità di poter accompagnare Dinah Washington e Big Sid Catlett.
Dopo aver militato dal 1947 al 1949 nell'orchestra di George Hudson (dove non si trovò bene) e aver invano tentato di ottenere ingaggi a Pittsburgh con un suo quartetto (The Four Strings) Frederick (non più "Fritz") approdò a Chicago attorno al 1950.
Qui nel 1951 fondò un trio (The three strings) con Ray Crawford (chitarra) e Eddie Calhoun (contrabbasso). L'anno dopo si convertì alla confessione islamica della Ahmadiyya, una comunità religiosa originaria del Pakistan e non considerata ortodossa dagli osservanti Sunniti, e assunse definitivamente il nome di Ahmad Jamal.
(Miles Davis)

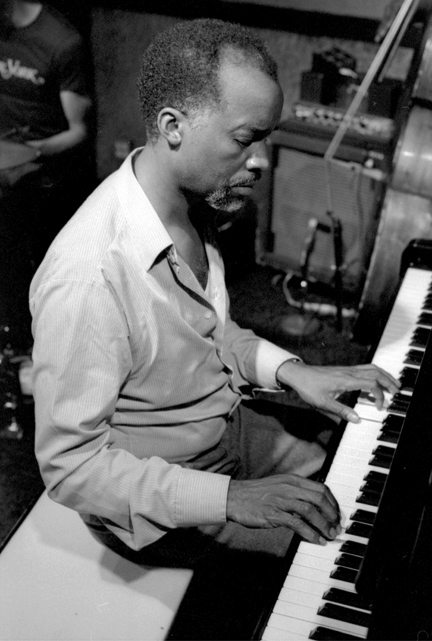
Ahmad Jamal, 1980

Jamal era uno dei pianisti preferiti di Miles Davis ed ebbe un'influenza fondamentale sullo stile del famoso primo quintetto del trombettista, soprattutto per quello che riguarda l'uso dello spazio e della dinamica. Lo stile di Jamal (sia nella composizione, sia negli arrangiamenti, sia negli assoli), si distingueva dall'allora dominante estetica bebop per fraseggi meditativi e di ampio respiro.
Uno dei più grandi successi di Jamal fu la sua versione di Poinciana, che registrò per la prima volta dal vivo al club Pershing a Chicago. Il suo stile ebbe un'evoluzione costante, aperto e leggero negli anni cinquanta, funky e ispirato alla musica Caraibica negli anni settanta, basato su voicing aperti e su escursioni virtuosistiche negli anni novanta, senza però mai allontanarsi dal caratteristico uso dello spazio, di drammatici crescendo e conservando un generoso uso dello staccato nella parte armonica.
Oltre che il pianoforte Jamal utilizzò spesso tastiere elettriche della Fender e della Wurlitzer (Wurlitzer 200).
Jamal aveva un temperamento casalingo, poco portato alla vita raminga tipica del jazzista e decisamente avverso all'ambiente affaristico collegato all'industria musicale (ad esempio si rifiutò sempre di lasciare il Midwest per New York, come fece la maggior parte dei jazzisti più famosi negli anni cinquanta). Per questo ebbe sempre una visibilità inferiore ai suoi meriti, e spesso si isolava volontariamente dal mondo della musica: ad esempio, per diversi anni negli anni sessanta e settanta si ritirò a Chicago per dirigere il proprio club, l'"Alhambra".
A partire dagli anni ottanta Jamal ricominciò a effettuare tournée e a partecipare ai festival europei, quasi sempre col suo trio che aveva come altri componenti il bassista James Cammack e il batterista Idris Muhammad. Inoltre, a partire dall'album Big Byrd: The Essence, part 2 (il primo in cui compare un sassofonista), Jamal collaborò regolarmente con George Coleman.
Clint Eastwood, famoso appassionato di jazz, utilizzò due brani dell'album But Not for Me — Music, Music, Music e Poinciana — nel suo film del 1995, I ponti di Madison County.
Jamal è morto ultranovantenne nel 2023, per un tumore alla prostata.

## Discografia
- 1956 - Count' Em 88
- 1963 - Poinciana
- 1965 - Extensions
- 1966 - Heat Wave
- 1970 - The Awakening
- 1973 - '73
- 1974 - Jamalca
- 1980 - Night Song
- 1985 - Digital Works
- 1986 - Rossiter Road
- 1987 - Crystal
- 1989 - Pittsburgh 1989
- 1995 - I Remember Duke, Hoagy & Strayhorn
- 1995 - The Essence Part 1
- 1996 - Big Byrd - The Essence Part 2
- 1998 - Nature - The Essence Part III
- 1998 - With The Assai Quartet
- 2003 - In Search of Momentum
- 2008 - It's Magic
- 2008 - Poinciana - One Night Only
- 2009 - A Quiet Time
- 2011 - Blue Moon

Live
- 1958 - At the Pershing/But Not for Me
- 1958 - Ahmad's Blues
- 1958 - Live at The Pershing & The Spotlight Club
- 1971 - Freeflight
- 1980 - Live at Bubba's
- 1981 - Ahmad Jamal & Gary Burton in Concert
- 1985 - Live at The Montreal Jazz Festival
- 1993 - Live in Paris 1992
- 1993 - Chicago Revisited - Live at Joe Segal's Jazz Showcase
- 2001 - Ahmad Jamal à l'Olympia
- 2005 - After Fajr

Raccolte
- 2005 - Legendary Okeh & Epic Recordings (1951-1955)
- 2006 - Le essenze di Ahmad Jamal (antologia di brani già editi, pubblicati tra il 1952 e il 2004, allegata alla rivista Musica Jazz, numero 7, del 2006)